# Emperador a casa, rei a l'estranger
Emperador a casa, rei a l'estranger (外王內帝) va ser el sistema de relacions establert entre estats dins de l'esfera cultural de l'Àsia oriental. Els governants de règims no xinesos utilitzarien el títol d'emperador (皇帝, o altres equivalents) a nivell nacional i adoptarien el títol de rei (王) quan tractaren amb la Xina. En lloc de fer servir les formes Majestat Imperial i Majestat (陛下), els governants dels regnes no xinesos havien de ser coneguts com a Altesa (殿下). Aquest sistema es va aplicar al Japó, Corea i el Vietnam, entre d'altres.
Com que la Xina va ser la potència hegemònica a l'Àsia Oriental durant gran part de la història, els estats circumdants es van veure obligats a retre homenatge als emperadors xinesos a canvi de pau i legitimitat política. En aquest sistema, els règims no xinesos van acceptar la sobirania xinesa i van reconèixer l'emperador xinès com el seu senyor. Atès que els emperadors xinesos afirmaven ser el Fill del Cel i tenien la supremacia sobre tot sota el Cel, els governants dels règims estrangers havien d'utilitzar títols subordinats a l'emperador. La mateixa doctrina també sostenia que només hi podia haver un emperador en un moment donat.

## Japó

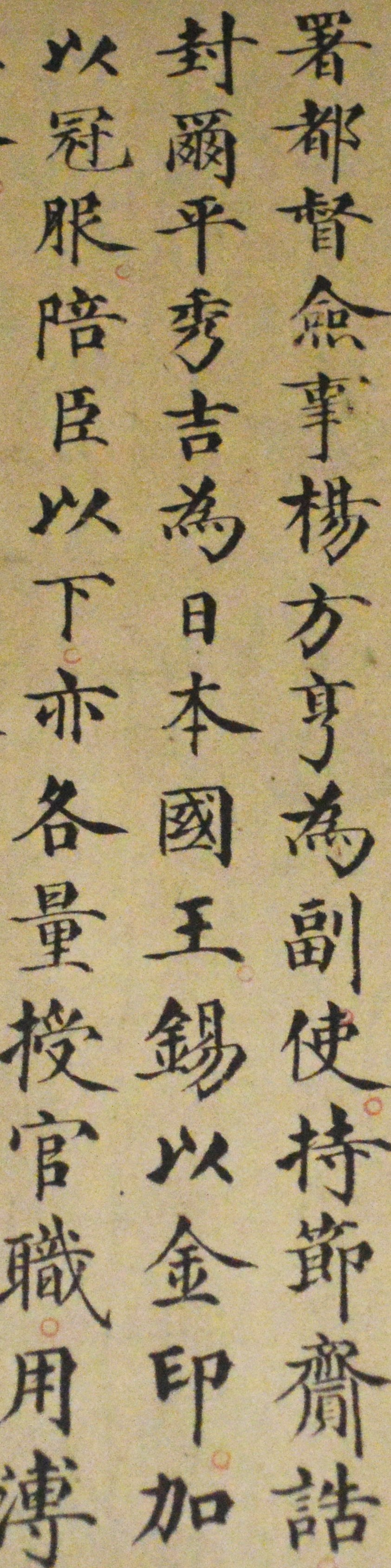
Toyotomi Hideyoshi va ser encoratjat a envair Corea per segona vegada, després que l'emperador Wanli de la dinastia Ming es referira a ell com el rei del Japó.

Els emperadors de la Xina es referien originalment als governants japonesos com a rei de Wa (倭王).
Durant la dinastia Sui, el diplomàtic japonès Ono no Imoko va lliurar una carta del príncep Shōtoku a l'emperador Yang de Sui que reclamava que l'emperadriu Suiko era "el Fill del cel on surt el Sol", el que implicava un estatus igual entre els monarques japonos i xinesos. L'emperador Yang de Sui es va sentir molest per aquell atreviment. Des de llavors, l'emperador del Japó va començar a utilitzar el títol de "tennō" (emperador) tant per a països estrangers com el propi, mentre que el títol de rei (國王) de vegades es va utilitzar per al comerç amb la Xina pel Shogun, que era designat per l'Emperador del Japó i era una persona influent a la Cort Imperial. Xina no va permetre oficialment que els emperadors japonesos utilitzessin el títol "tennō" (天皇), però no va poder impedir que s'anomeren així a ells mateixos.
Durant la dinastia Tang, els governants japonesos van rebre el títol de rei del Japó (日本 國王). El 894, el Japó va acabar la relació amb la Xina.
Durant la dinastia Yuan, l'emperador Khublai Khan va exigir al rei del Japó que es sotmetés a ell. El Japó va rebutjar aquesta demanda, que va provocar la invasió mongola del Japó.
Durant el període Nanboku-chō, el príncep Kaneyoshi es va negar a acceptar el títol de rei atorgat per la Xina i va matar set ambaixadors xinesos en represàlia. Ashikaga Yoshimitsu, un shogun al segle XIV, va rebre el títol de "rei del Japó" (日本 國王) per l'emperador Yongle perquè necessitava comerciar amb la dinastia Ming.
Toyotomi Hideyoshi es va enfurismar per ser tractat com a vassall per la Xina, i va planejar conquerir la dinastia Ming, provocant les invasions japoneses de Corea.
Durant el govern del shogunat Tokugawa, Tokugawa Hidetada va canviar el títol de rei per taikun (大君), en senyal de respecte a l'emperador japonès. Després, Tokugawa Ienobu va tornar a canviar el títol a rei, i finalment Tokugawa Yoshimune el va canviar de nou a taikun.

## Corea
Els governants de Balhae van utilitzar títols imperials, com ara Seongwang (성왕;聖王 "Rei Sant") i Hwangsang (황상;皇上 "Emperador"), i tenien noms d'època independents.
El 933, Taejo de Goryeo va rebre el títol de rei de Goryeo (高麗 國王) per l'emperador Li Siyuan de la disnastia dels Tang posteriors. Abans de la seva capitulació davant la dinastia Yuan, les designacions imperials i la terminologia eren àmpliament utilitzades per la dinastia Goryeo a nivell nacional. Els seus governants afirmaven ser el Fill del Cel, igual que els emperadors xinesos. Gyeongsun de Silla es va dirigir a Taejo de Goryeo com a Fill del Cel quan va capitular. Tot i que la dinastia Song, la dinastia Liao i la dinastia Jin sabien sobre l'ús que Goryeo feia dels títols imperials, les tres dinasties xineses toleraven aquesta pràctica. El 1270, Goryeo es va convertir en una regió semiautònoma de l'Imperi Mongol, posant fi al seu sistema imperial. Els seus governants van ser obligats a portar el títol de rei i se'ls va prohibir tindre nom de temple, que estaven reservats específicament pels emperadors. Gongmin de Goryeo va declarar la independència de la dinastia Yuan el 1356.
El 1392, Taejo de Joseon va enderrocar Goryeo i va establir una nova dinastia a la península de Corea. L'emperador Hongwu de la dinastia Ming li va atorgar el títol de rei de Joseon (朝鮮 國王). Tant a nivell nacional com extern, els governants de Joseon van fer servir el títol de rei, a diferència de l'ús domèstic de Goryeo del títol imperial.

## Vietnam
El 544, Lý Bôn de la dinastia Lý anterior va establir l'estat de Vạn Xuân i es va proclamar emperador de Nam Việt (南越帝).
El 968, Đinh Bộ Lĩnh va fundar la dinastia Đinh i es va declarar emperador, va abolir l'antic títol Tĩnh Hải quân Jiedushi (靜 海軍 節度使), títol de comandant militar regional xinès.
Lê Hoàn, un comandant de Đinh Bộ Lĩnh, va rebre el títol de Tĩnh Hải quân Jiedushi el 986, quan l'emissari de Song era visitat. El 988, Lê Hoàn va ser ascendit a gran comandant (檢校 太尉); el 993 a príncep de Jiaozhi (交趾 郡王) i finalment el 997 va rebre el títol de rei de Nanping (南平王).
El 1010, Lý Thái Tổ va establir la dinastia Lý i li va ser atorgat el títol de príncep de Jiaozhi (交趾 郡王) per l'emperador song Zhenzong. El 1174, a Lý Anh Tông se li va concedir el títol de rei d'Annam (安南 國王); "Annam", que significa "el sud pacificat", va ser el nom del Vietnam durant el domini xinès. A nivell nacional, els monarques vietnamites van mantenir el títol d' emperador .
Durant la dinastia Trần, el Vietnam va resistir amb èxit tres invasions de l'Imperi Mongol i de la dinastia Yuan. Després, la dinastia Ming va doninar Vietnam durant dues dècades. Els vietnamites aviat van acabar considerant el seu estat com "l'estat del sud" amb relació a la Xina com "l'estat del nord".
Durant la dinastia Lê, després de derrotar els Ming, Lê Thái Tổ va reivindicar el títol de rei amb el títol de Đại Vương (大王). No va ser fins a Lê Thánh Tông que els governants vietnamites van tornar reclamar el títol d'emperador. El sistema es va continuar utilitzant fins al final de la pròpia dinastia, ja que tots els governants reivindicaven l'estatus d'emperador a nivell nacional i es reconeixien com a rei quan tractaven amb la Xina.
Durant la dinastia Nguyễn, Gia Long va rebre el títol de rei de Việt Nam (越南 國王) per l'emperador Jiaqing de la dinastia Qing. Tot i que la dinastia Nguyễn va acceptar la sobirania xinesa i va adoptar el títol de rei quan tractava amb la Xina, va entrar en relacions amb altres països amb el ritol d'emperador de Đại Việt Nam (大 越南 皇帝) i més tard com a emperador de Đại Nam (大 南 皇帝). Nacionalment, els monarques Nguyễn també van utilitzar el títol d'emperador i van anomenar el seu regne la "dinastia del sud" (enfront de la dinastia Qing la "dinastia del nord"), el que implicava un estatus igual que la Xina.